# Función de pedotransferencia
En la ciencia del suelo, las funciones de pedotransferencia (PTF) son funciones predictivas de ciertas propiedades del suelo que utilizan datos de estudios de suelos.
El término función de pedotransferencia fue acuñado por Johan Bouma  como la traducción de los datos que tenemos en lo que necesitamos. Los datos más disponibles provienen de un estudio de suelos, como la morfología del campo, la textura del suelo, la estructura y el pH. Las funciones de pedotransferencia añaden valor a esta información básica, traduciéndola en estimaciones de otras propiedades del suelo que requieren una determinación más laboriosa y costosa. Estas funciones llenan el vacío entre los datos de suelo disponibles y las propiedades que son más útiles o requeridas para un modelo particular o una evaluación de calidad. Las funciones de pedotransferencia utilizan diversas técnicas de análisis de regresión y minería de datos para extraer reglas que asocian propiedades básicas del suelo con propiedades más difíciles de medir.
Aunque no fue reconocido hasta 1989, el concepto de función pedotransferencia se ha aplicado durante mucho tiempo para estimar propiedades del suelo que son difíciles de determinar. Muchas agencias de ciencia del suelo tienen su propia regla general (no oficial) para estimar propiedades del suelo difíciles de medir. Probablemente debido a la particular dificultad, el costo de la medición y la disponibilidad de grandes bases de datos, la investigación más exhaustiva en el desarrollo de PTF ha sido la estimación de la curva de retención de agua y la conductividad hidráulica.

## Historia
El primer PTF surgió del estudio de Lyman James Briggs y McLane (1907). Determinaron el porcentaje del contenido de agua de un suelo cuando las plantas que crecen en ese suelo se reducen primero a un estado de marchitamiento del que no pueden recuperarse en una atmósfera aproximadamente saturada sin la adición de agua al suelo, en función del tamaño de partícula o coeficiente de marchitamiento:
Coeficiente de marchitamiento = 0,01 arena + 0,12 limo + 0,57 arcilla
Con la introducción de los conceptos de capacidad de campo (CC) y punto de marchitez permanente (PMP) por Frank Veihmeyer y Arthur Hendricksen (1927), la investigación durante el período 1950-1980 intentó correlacionar la distribución del tamaño de partícula, la densidad aparente y el contenido de materia orgánica con el contenido de agua en la capacidad de campo (CC), el punto de marchitez permanente (PMP) y la capacidad de agua disponible (CAA).
En la década de 1960, varios artículos abordaron la estimación de FC, PWP y AWC. Exploraron las relaciones entre las clases de textura y la capacidad de agua disponible, que ahora se conocen como PTF de clase. También desarrollaron funciones que relacionan la distribución del tamaño de partícula con la AWC, ahora conocidas como PTF continuas. Afirmaron que sus funciones podrían predecir el AWC con una precisión media del 16%.

Durante los setenta se derivaron valores promedio para los parámetros de una curva de retención de agua en función de potencia, sortividad y conductividad hidráulica saturada para diferentes clases de textura. Además, se derivaron las ecuaciones empíricas que relacionaban los parámetros del modelo hidráulico con la distribución del tamaño de partículas.
Jurgen Lamp y Kneib (1981)  introdujeron el término pedofunción, mientras que Bouma y van Lanen (1986) utilizaron el término función de transferencia. Para evitar confusiones con el término función de transferencia utilizado en física del suelo y en muchas otras disciplinas, Johan Bouma (1989) lo denominó posteriormente función de pedotransferencia. 

Aunque la mayoría de los PTF se han desarrollado para predecir las propiedades hidráulicas del suelo, también se han desarrollado PTF para estimar las propiedades físicas, mecánicas, químicas y biológicas del suelo.

## Software
Existen varios programas disponibles que ayudan a determinar las propiedades hidráulicas de los suelos utilizando funciones de pedotransferencia, entre ellos se encuentran
- SOILPAR – Por Acutis y Donatelli [2]
- ROSETTA – Por Schaap et al. [3] del USDA, utiliza redes neuronales artificiales

## Sistemas de inferencia de suelos
McBratney et al. (2002) introdujeron el concepto de un sistema de inferencia de suelos, SINFERS, donde las funciones de pedotransferencia son las reglas de conocimiento para los motores de inferencia de suelos. Un sistema de inferencia de suelos toma mediciones con un nivel dado de certeza (fuente) y por medio de funciones de pedotransferencia vinculadas lógicamente (organizador) infiere datos que no se conocen con una inexactitud mínima (predictor). 